# Phaeocollybia
Phaeocollybia R. Heim (korzenianka) – rodzaj grzybów należący do rodziny Hymenogastraceae.

## Charakterystyka
Średniej wielkości grzyby kapeluszowe o długim, korzeniastym i zwykle głęboko zagłębionym w ziemi trzonie. Kapelusze zwykle czerwonobrązowe lub oliwkowe.

## Systematyka i nazewnictwo
Pozycja w klasyfikacji według Index Fungorum: Hymenogastraceae, Agaricales, Agaricomycetidae, Agaricomycetes, Agaricomycotina, Basidiomycota, Fungi.
Synonim: Quercella Velen.
Polską nazwę podał Władysław Wojewoda w 1998 r.
Gatunki występujące w Polsce:
- Phaeocollybia arduennensis Bon 1979[5] – korzenianka sprzążkowa
- Phaeocollybia christinae (Fr.) R. Heim 1931 – korzenianka marcepanowa
- Phaeocollybia cidaris (Fr.) Romagn. 1944 – korzenianka mączna
- Phaeocollybia festiva (Fr.) R. Heim 1944 – korzenianka rzodkiewkowata
- Phaeocollybia jennyae (P. Karst.) Romagn. 1944 – korzenianka ognista
- Phaeocollybia lateraria A.H. Sm. 1957[6]
- Phaeocollybia lugubris (Fr.) R. Heim (1931) – korzenianka okazała

Nazwy naukowe na podstawie Index Fungorum. Wykaz gatunków i nazwy polskie według Władysława Wojewody, rekomendacji Komisji ds. Polskiego Nazewnictwa Grzybów przy Polskim Towarzystwie Mykologicznym i innych.